# Labirintite
La labirintite, nota anche come otite interna o neurite vestibolare, è un'infiammazione di una zona dell'orecchio interno chiamata labirinto, con danneggiamento del sistema vestibolare. Essa si traduce in vertigini e possibile perdita dell'udito o presenza di acufene nelle orecchie. Può verificarsi come un singolo attacco, una serie di attacchi o come una condizione persistente che diminuisce da tre a sei settimane. Essa può essere associata a nausea, vomito. La neuronite vestibolare può anche essere associata al nistagmo.

## Clinica

### Eziologia
La labirintite può essere causata da virus, batteri o malattie sistemiche. In casi rari, può portare alla labirintite ossificante, in cui si verifica la formazione patologica di nuovo osso all'interno del labirinto membranoso. La neurite vestibolare (anche chiamata neuronite vestibolare) è spesso utilizzata in modo intercambiabile con la labirintite poiché i sintomi e l'immagine clinica sono estremamente simili. Tuttavia, la vera neurite vestibolare è un'infiammazione confinata al nervo vestibolare stesso, senza infiammazione del labirinto membranoso.

#### Labirintite virale
La causa più comune della labirintite è legata a un'infezione virale delle vie respiratorie superiori. La labirintite secondaria a infezioni da rosolia materna o citomegalovirus è una delle cause più comuni di sordità congenita. Nel periodo post-natale, le parotiti e il morbillo sono le principali cause di perdita dell'udito virale. La sindrome di Ramsay-Hunt, nota anche come otite da herpes zoster, si verifica quando un'infezione latente da virus varicella-zoster viene riattivata, spesso anni dopo l'infezione virale primaria. Questo produce classificamente una eruzione vescicolare, di solito nella mucosa orale o nell'orecchio, insieme a paralisi periferica del nervo facciale. Il virus può coinvolgere anche i nervi vestibolari e cocleari nel 25% dei casi. Infine, sebbene l'etiologia esatta della perdita improvvisa dell'udito neurosensoriale rimanga sconosciuta, alcune ricerche suggeriscono una causa mediata da proteine infiammatorie del citomegalovirus.

#### Labirintite batterica
La labirintite batterica di solito si sviluppa o a seguito di una meningite batterica (il 20% dei bambini con meningite batterica sviluppa sintomi uditivi o vestibolari) o a seguito di otite media. L'infiammazione può verificarsi attraverso due meccanismi diversi. Nella labirintite sierosa, l'infiammazione è secondaria a tossine batteriche e/o citochine dell'ospite e mediatori infiammatori che passano nel labirinto membranoso attraverso la finestra rotonda o ovale. La labirintite suppurativa è un'infiammazione causata direttamente da un'infezione batterica. Questa può essere entrata nell'orecchio interno attraverso la finestra ovale o rotonda sopra menzionata, che collega l'orecchio interno all'orecchio medio, o attraverso il sistema nervoso centrale attraverso l'aquedotto cocleare o il canale uditivo. La finestra rotonda è il punto di ingresso più comune. Possono anche derivare da difetti acquisiti e congeniti nel labirinto osseo.

#### Labirintite autoimmune
La labirintite è stata dimostrata essere una complicanza rara sia della poliarterite nodosa che della granulomatosi con poliangite.

#### HIV/Sifilide
Sia la sifilide che l'HIV sono state associate alla labirintite. Tuttavia, vi sono ricerche limitate per quanto riguarda se l'infiammazione sia causata da infezioni opportuniste a seguito dell'immunosoppressione correlata all'HIV o dal virus stesso.

### Epidemiologia
Attualmente esistono pochi studi e ricerche sull'incidenza e la prevalenza della labirintite, tuttavia in uno studio svolto in Corea del Sud dimostra come la prevalenza della disfunzione vestibolare variano dal 3,1% al 35,4%, e l'incidenza aumenta con l'età. La labirintite virale è la forma più comune e di solito è secondaria a un'infezione delle vie respiratorie superiori e si manifesta negli adulti di età compresa tra i 30 e i 60 anni ed è due volte più comune nelle donne.
La labirintite batterica suppurativa, come complicanza della meningite batterica, è la causa più comune di sordità nei bambini di età inferiore ai 2 anni. Fortunatamente, ciò è estremamente raro nell'era post-antibiotica. La labirintite suppurativa otogena può verificarsi a qualsiasi età ed è tipicamente riscontrata nei cholesteatoma o in seguito a otite media non trattata e di lunga durata.

### Esame obiettivo
L'anamnesi della storia clinica del paziente affetto da labirintite è di fondamentale importanza, così come la raccolta e l'analisi dei fattori di rischio, ed essi includono recenti infezioni virali (comunemente infezioni delle vie respiratorie superiori), cholesteatoma o anamnesi di intervento chirurgico all'orecchio, anamnesi di frattura dell'osso temporale o del cranio, meningite e otite media acuta/cronica.
Nausea, vomito e grave vertigine con sensazione di "giramento di stanza" sono i sintomi più comuni della labirintite. La vertigine iniziale di rado dura più di 72 ore; tuttavia, problemi di equilibrio e occasionali brevi episodi di vertigine possono persistere per diverse settimane. I pazienti possono inoltre lamentare perdita dell'udito o acufeni; ciò differenzia clinicamente la labirintite dalla neurite vestibolare, che non è associata a sintomi uditivi. Domande mirate riguardo ai sintomi neurologici come intorpidimento, debolezza, disfagia, disartria e dolore al viso sono cruciali poiché potrebbero indicare un ictus che coinvolge il tronco encefalico. È importante chiarire anche il numero di episodi di vertigine con sensazione di "giramento di stanza". La malattia di Menière deve essere considerata nella diagnosi differenziale se si è verificata più di una volta.

Durante l'esame, i pazienti mostreranno spesso nistagmo; la fase rapida si sposterà lontano dall'orecchio interessato. I pazienti possono anche presentare disturbi dell'andatura e dell'equilibrio; pertanto, sia il test di Romberg che la marcia in tandem sono componenti fondamentali dell'esame neurologico completo richiesto (inclusi test cerebellari e meningei). I test uditivi di Rinne e Weber probabilmente mostreranno perdita dell'udito neurosensoriale nell'orecchio interessato, ed è necessaia un'adeguata valutazione audiologica se il paziente segnala anomalie uditive. L'otoscopia può fornire indizi sull'eziologia della malattia, ad esempio otite media o cholesteatoma. Infine, se si sospetta una meningite batterica, esaminare accuratamente il paziente per la tipica eruzione cutanea non sbiancabile.

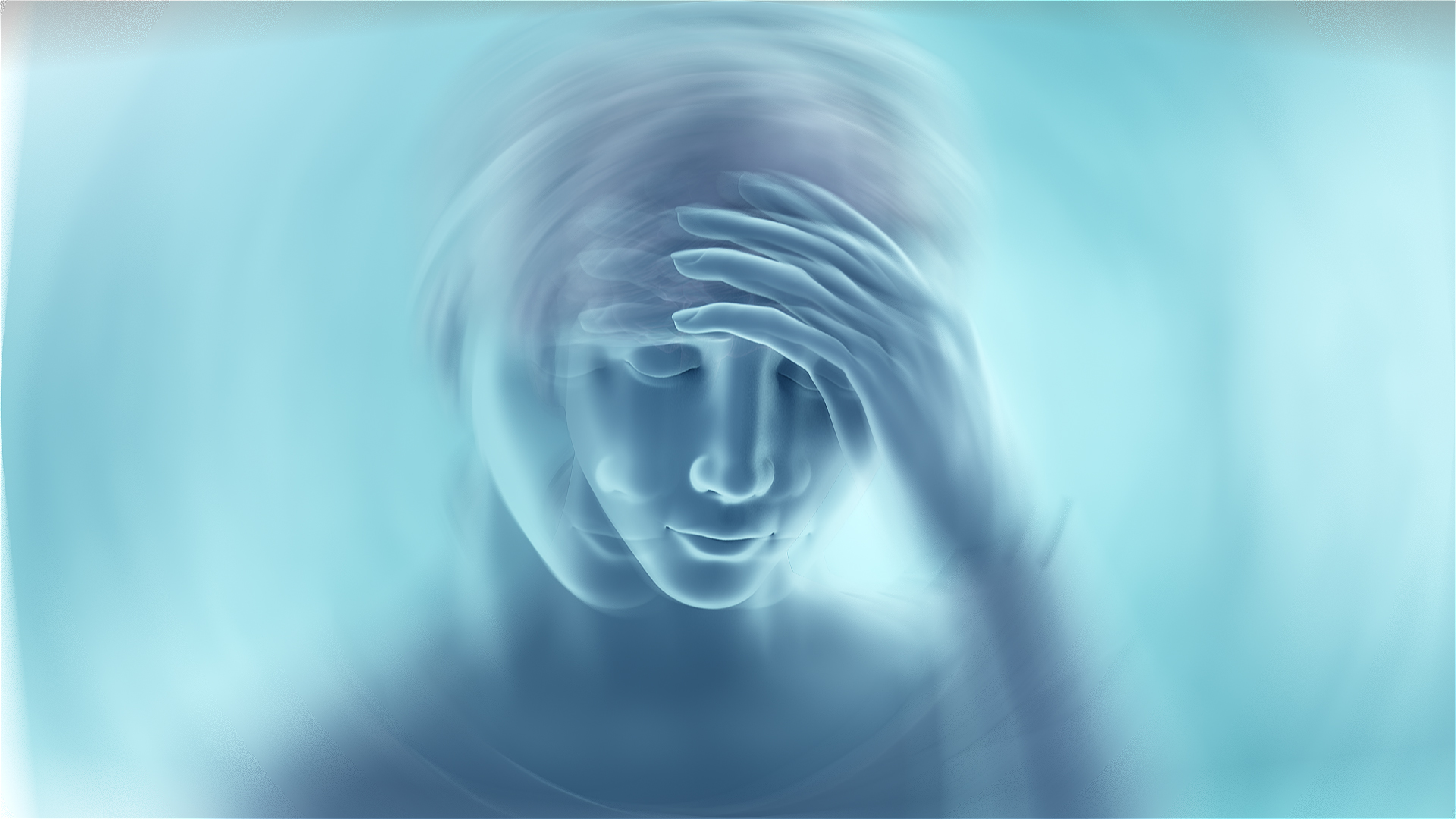
Le vertigini sono uno dei sintomi principali della labirintite

### Diagnosi
L'audiometria è utile per valutare l'entità della perdita uditiva neurosensoriale. Indagini specifiche sul sistema vestibolare (ad esempio, potenziali miogeni evocati, elettrooculografia e test sulla sedia rotante) non sono indicate nella fase acuta della malattia. Tuttavia, possono essere utili per valutare la compensazione a lungo termine e i deficit residui.
Gli esami di laboratorio dovrebbero essere personalizzati in base ai sintomi del paziente e alle diagnosi differenziali. Se il paziente presenta vomito grave, dovrebbe essere eseguito un pannello di urea ed elettroliti per valutare se è necessaria la sostituzione degli elettroliti. Se si sospetta una meningite batterica, dovrebbero essere inviati campioni di liquido cerebrospinale per le colture. Successivamente, valutare la sierologia per HIV e sifilide in individui ad alto rischio o presentazioni atipiche. Infine, considerare test autoimmuni nei pazienti con sintomi sistemici o presentazioni atipiche con sierologia negativa.
L'imaging a risonanza magnetica e la tomografia computerizzata possono essere utili per escludere patologie alternative. Il 13% dei neurinomi acustici si presenta con perdita improvvisa dell'udito, che può essere diagnosticata mediante una MRI. L'Imaging a risonanza magnetica con gadolinio è estremamente accurato nel prevedere se un paziente con meningite batterica svilupperà successivamente perdita dell'udito, una complicazione nel 14% dei casi.

#### Diagnosi differenziali
Tra le possibili diagnosi differenziali rientrano:
- Neurite vestibolare. Questa ha una presentazione simile alla labirintite, ma senza perdita dell'udito.[32]
- Malattia di Meniere. Causa anche perdita dell'udito e vertigini; tuttavia, gli episodi sono di solito intermittenti.[33]
- Vertigini posizionali benigne. Questo causa vertigini ma non perdita dell'udito, e i pazienti avranno un test di Dix-Hallpike positivo.[34]
- CVA della fossa posteriore. Se un paziente presenta segni neurologici, atassia, raucedine, disartria o disfagia, dovrebbe essere richiesto immediatamente un CT/MRI della testa per escludere un CVA.[35]
- Neurinomi acustici/schwannomi vestibolari. Questi possono essere visualizzati utilizzando una GdMRI.[36]
- Malformazioni dell'orecchio interno. Ad esempio (mancanza delle crura dello stapes, atresia, incudine anomala), questo si manifesta tipicamente con perdita progressiva dell'udito e può essere diagnosticato mediante imaging CT o MRI.[37]
- Frattura dell'osso temporale. Questo dovrebbe essere considerato se c'è una storia recente di trauma cranico e può essere confermato con imaging CT.[38]
- Emorragia nell'orecchio interno. Comunemente associata a traumi ed è facilmente dimostrabile con MRI.[39]
- Neoplasia dell'osso temporale. Di solito si manifesta con deficit del nervo cranico o paralisi facciale e dovrebbe essere investigata con MRI e/o CT.[40]
- Sclerosi multipla. È più probabile che si presenti insieme ad altri sintomi sistemici come spasticità o segni di neurite ottica.[41]

### Trattamento
Il trattamento deve essere adattato all'eziologia e ai sintomi. La labirintite virale dovrebbe essere principalmente gestita con idratazione e riposo a letto in regime ambulatoriale. Tuttavia, i pazienti devono essere informati di cercare ulteriore assistenza medica se i loro sintomi peggiorano o se sperimentano disturbi neurologici (ad esempio, debolezza/intorpidimento, diplopia, discorso incomprensibile e disturbi dell'andatura). Attualmente esiste poca evidenza riguardo all'uso di farmaci antivirali e steroidi.
Nella labirintite batterica, il tipo e la via dell'antibiotico dipendono dalla fonte. Gli antibiotici per via orale sono il trattamento di prima linea per l'otite media acuta con membrana timpanica intatta; tuttavia, gli antibiotici per via endovenosa possono essere necessari se l'infezione non risponde. Se si sospetta una meningite batterica, trattare immediatamente con antibiotici per via endovenosa mentre si esegue l'imaging confermativo o il prelievo di liquido cerebrospinale.
La gestione iniziale della labirintite autoimmune è a base di corticosteroidi. Se i pazienti sono refrattari alla terapia con corticosteroidi, potrebbero essere presi in considerazione altri immunomodulatori, come azatioprina, etanercept o ciclofosfamide. Questi farmaci vengono spesso utilizzati in condizioni croniche a causa del loro profilo ridotto di effetti collaterali rispetto ai corticosteroidi. Tuttavia, questo trattamento dovrebbe essere supervisionato da uno specialista. Se la sierologia di un paziente è positiva per sifilide o HIV, dovrebbero iniziare la terapia appropriata e essere indirizzati a uno specialista.
Mentre soffrono di vertigine iniziale, i pazienti vorranno sdraiarsi immobili con gli occhi chiusi. Devono cercare di mobilizzarsi il prima possibile, anche se ciò aggrava la loro vertigine, in quanto si ritiene aiuti nella compensazione vestibolare e nella prognosi.
Benzodiazepine e antistaminici possono essere utilizzati per trattare la vertigine iniziale. Tuttavia, i sintomi non dovrebbero persistere per più di 72 ore. Pertanto, dovrebbero essere prescritti solo brevi corsi di questi farmaci poiché possono inibire la compensazione vestibolare. Gli antiemetici, come il proclorperazina, dovrebbero aiutare a controllare nausea e vomito. I pazienti con improvvisa perdita dell'udito dovrebbero ricevere un ciclo di corticosteroidi e essere indirizzati a uno specialista.
Una piccola minoranza di pazienti potrebbe rimanere con acufeni persistenti a causa della perdita uditiva neurosensoriale. È importante riconoscere la relazione tra questo e la depressione reattiva e intervenire precocemente con trattamenti come la riabilitazione dell'acufene, mascheratori dell'acufene, apparecchi acustici e/o biofeedback.
L'intervento chirurgico è necessario solo in una minoranza di casi, ad esempio, mastoidectomia nei pazienti con cholesteatoma o grave mastoidite. Occasionalmente, i pazienti potrebbero aver bisogno del drenaggio di effusioni o della miringotomia nella labirintite secondaria a otite media.
Una volta che la labirintite acuta si è risolta, i pazienti potrebbero rimanere con sintomi vestibolari persistenti, che possono avere un impatto significativo sulla loro vita. Questi pazienti dovrebbero essere indirizzati alla riabilitazione vestibolare.

### Complicanze
L'ipofunzione vestibolare bilaterale è una complicazione debilitante associata alla labirintite bilaterale, più comunemente causata dalla meningite batterica. Può causare oscillopsia e compromissione della percezione spaziale, spesso lasciando i pazienti dipendenti da ausili per la mobilità. Dopo casi gravi di labirintite, alcuni pazienti possono rimanere con perdita dell'udito o acufeni, che possono essere gestiti con un apparecchio acustico o terapie specifiche per gli acufeni.
La sordità completa è una complicazione rara della labirintite bilaterale, di solito causata dalla meningite batterica. La labirintite ossificante è riconosciuta come complicanza della labirintite suppurativa. Se la labirintite batterica non viene trattata in modo efficace, c'è il rischio che si sviluppi in mastoidite. Questa condizione di solito risponde bene agli antibiotici per via endovenosa; tuttavia, può richiedere la mastoidectomia con timpanoplastica nei casi gravi. Infine, in casi rari di labirintite secondaria a cholesteatoma, potrebbe essere necessaria la labirintectomia per interrompere il processo di malattia.